# Xenocrasis
Xenocrasis is een kevergeslacht uit de familie van de boktorren (Cerambycidae). De wetenschappelijke naam van het geslacht werd voor het eerst geldig gepubliceerd in 1873 door Bates.

## Soorten
Xenocrasis omvat de volgende soorten:
- Xenocrasis anamarcelae Tavakilian & Peñaherrera, 2003
- Xenocrasis badenii Bates, 1873
- Xenocrasis fereyi Tavakilian & Peñaherrera, 2003
- Xenocrasis panamensis Giesbert, 1991
- Xenocrasis politipennis (Zajciw, 1971)